# Mostro marino dell'HMS Valhalla
Il mostro marino dell'HMS Valhalla è un criptide osservato da due naturalisti membri di una spedizione scientifica britannica al largo della foce del fiume Paraíba, in Brasile, nel 1905.

## Descrizione

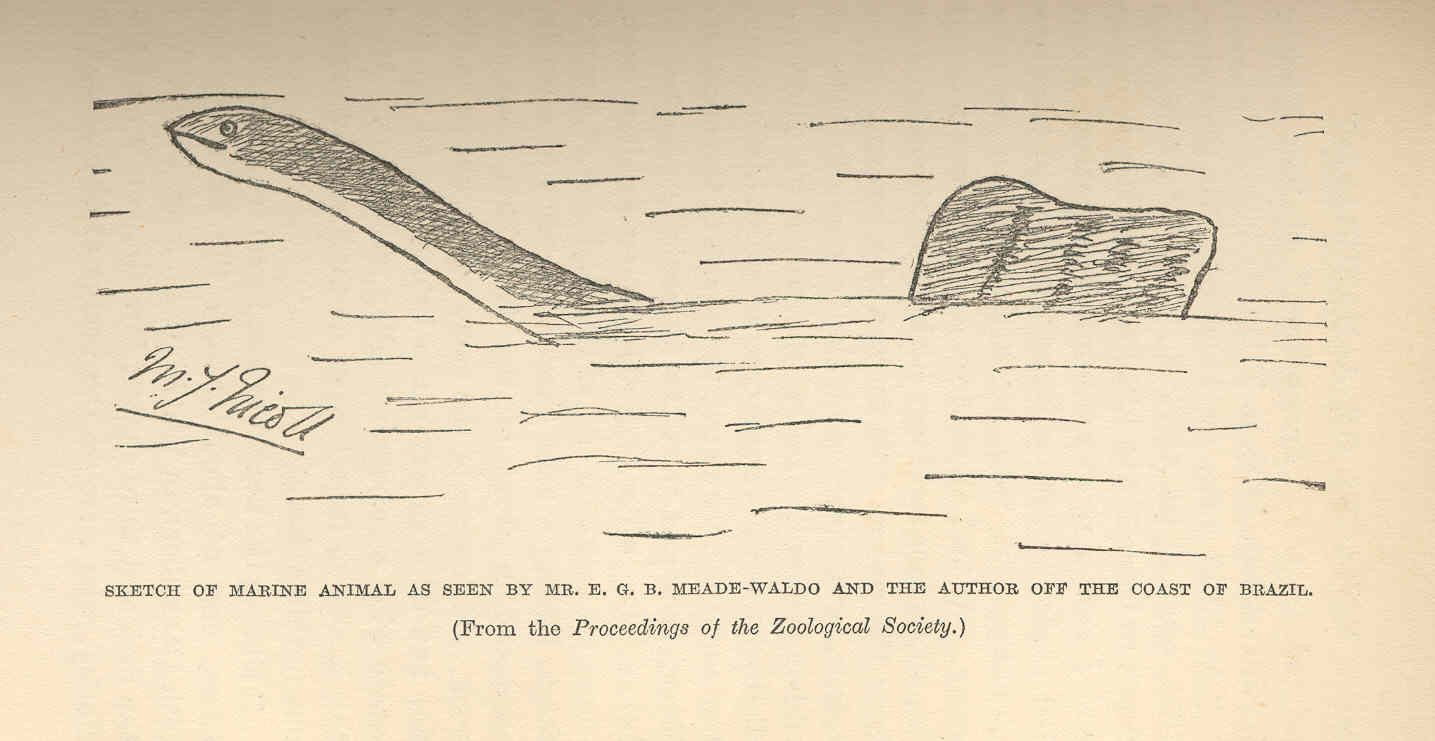
Ricostruzione effettuata da Nicoll

Insieme alla scimmia marina di Steller, questo è uno dei pochissimi avvistamenti di animali ancora sconosciuti alla scienza suffragato dall'osservazione e dalla descrizione di affermati naturalisti. La descrizione fu molto accurata ed elaborata e si basò sull'osservazione con binocoli professionali dell'epoca per una notevole durata di tempo.

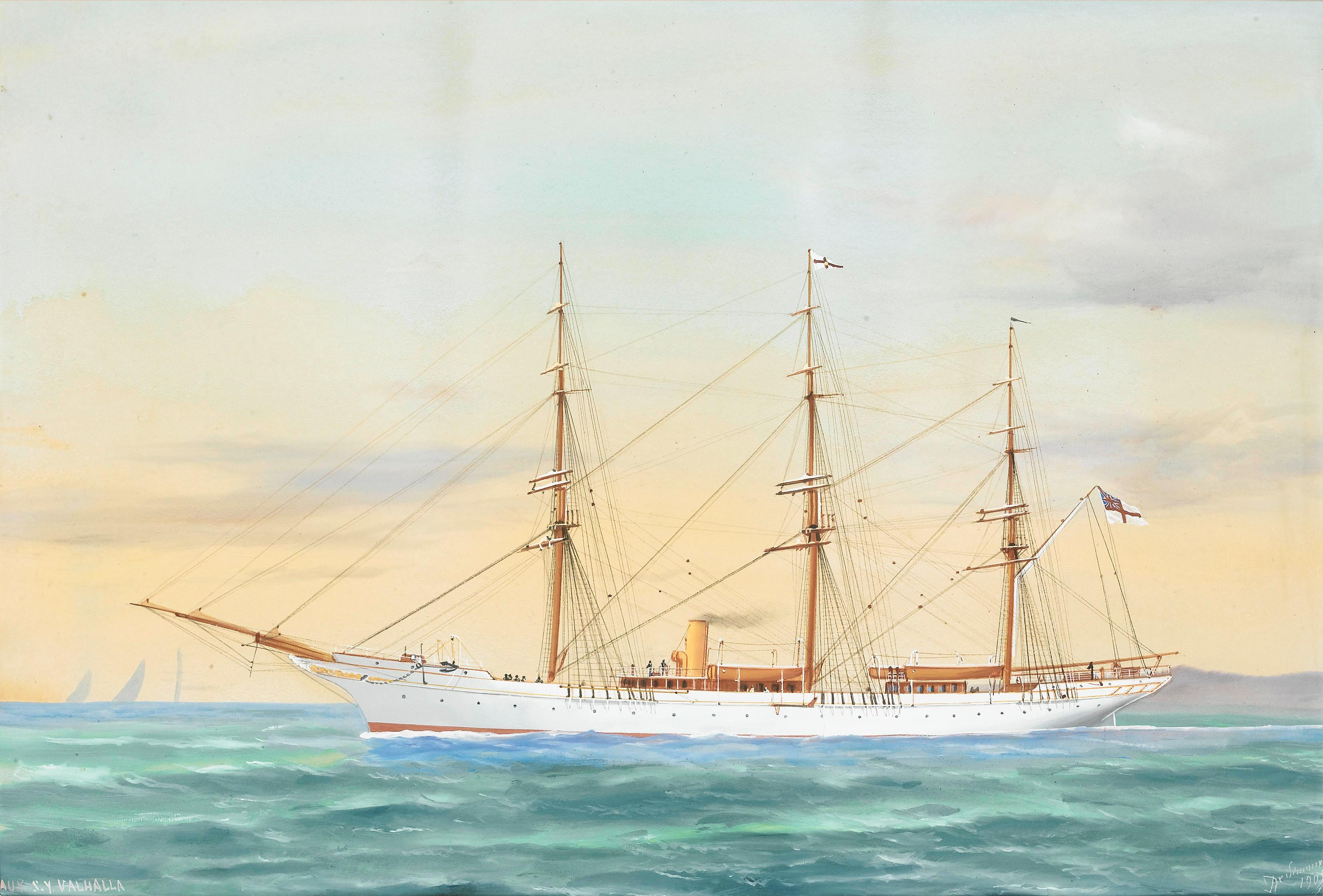
Lo Yacht HMS Valhalla

L'entomologo Michael J. Nicoll e il naturalista Edmund Meade-Waldo parteciparono alla crociera dello yacht HMS Valhalla, organizzata dal conte di Crawford, diretta inizialmente verso le coste del Brasile e successivamente verso la circumnavigazione dell'Africa, con ritorno in Inghilterra passando per il canale di Suez. 
Il 7 dicembre 1905, verso le 10:25, Meade-Waldo fu richiamato all'attenzione di Nicoll, che a poppa della nave stava osservando quella che a circa 90 metri di distanza sembrava la pinna di un grosso pesce. Dopo attenta analisi si rivelò una sorta di pinna o balza con i bordi spiegazzati, di color bruno-alga scuro, lunga circa due metri e che affiorava dall'acqua per almeno 70 cm. Dietro di essa era evidente, sott'acqua, un corpo di dimensioni considerevoli. Impugnati i binocoli, i naturalisti poterono osservare più dettagliatamente una testa e un enorme collo posti davanti alla pinna. Il collo appariva dello spessore di un corpo umano abbastanza snello e simile a quello di un'anguilla, mentre la testa era simile a quella di una tartaruga. Erano visibili anche gli occhi e i lineamenti del muso. Il movimento del collo era peculiare nel dimenarsi da un lato all'altro. Il colore della testa e del collo erano marroni scuri sopra e biancastri sotto. Alcune ore dopo, alcuni marinai osservarono nuovamente una creatura agitarsi appena sotto l'acqua e affermarono che non si trattava sicuramente di un cetaceo, non avendo emesso durante l'osservazione alcuno sbuffo. Diversi anni dopo Nicoll, ritornando sull'accaduto, dichiarò che, sebbene si sarebbe potuto trattare di quello che comunemente veniva chiamato grande serpente marino, riteneva trattarsi invece di un mammifero marino.

## Ulteriori avvistamenti
Diciannove anni dopo il navigatore britannico C. H. Prodgers annotò, nel suo libro Avventure in Perù, che anch'egli aveva osservato la creatura nella stessa località al largo del Brasile, sempre nello stesso anno. Aggiunse che la testa era grande come quella di una mucca e il corpo grande e rotondo come un barile. Una creatura del tutto simile fu protagonista di un altro avvistamento da parte dell'equipaggio della HMS Daedalus nel 1848 lungo le coste del Sudafrica.

## Spiegazioni
L'osservazione effettuata da due membri della Società Zoologica rende molto difficili spiegazioni alternative che potrebbero ricondurre a errate osservazioni di animali già noti alla scienza dell'epoca. È verosimile, quindi, che si trattasse di creature soggette a particolari condizioni disagevoli come i cosiddetti entanglement, ovvero aggrovigliamenti a reti da pesca o a enormi banchi di alghe. Heuvelmans, osservando la disposizione della bocca rispetto agli occhi, confuta l'ipotesi di un mammifero, ipotizzando più che fosse un rettile. Matthew A.Bille suggerisce l'appartenenza dell'animale alla famiglia dei gronghi. Altre ipotesi bizzarre sono quelle di pesci spada con dei pesci impalati in punta, calamari giganti, squali balena oppure otarie osservate in inconsuete posizioni.